# Arbroath

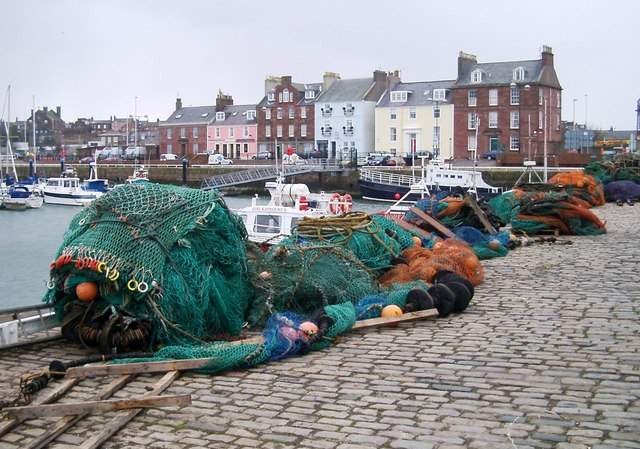
Arbroath (Scozia): il porto

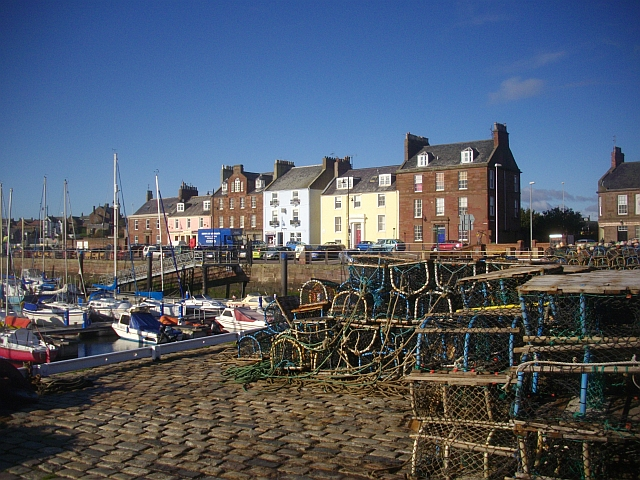
Altra immagine del porto di Arbroath

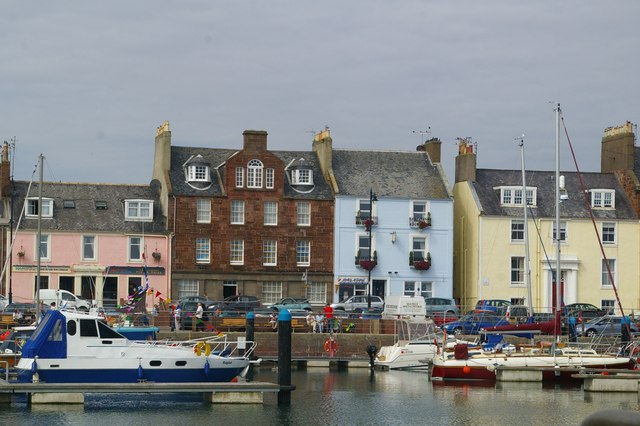
Edifici del porto di Arbroath

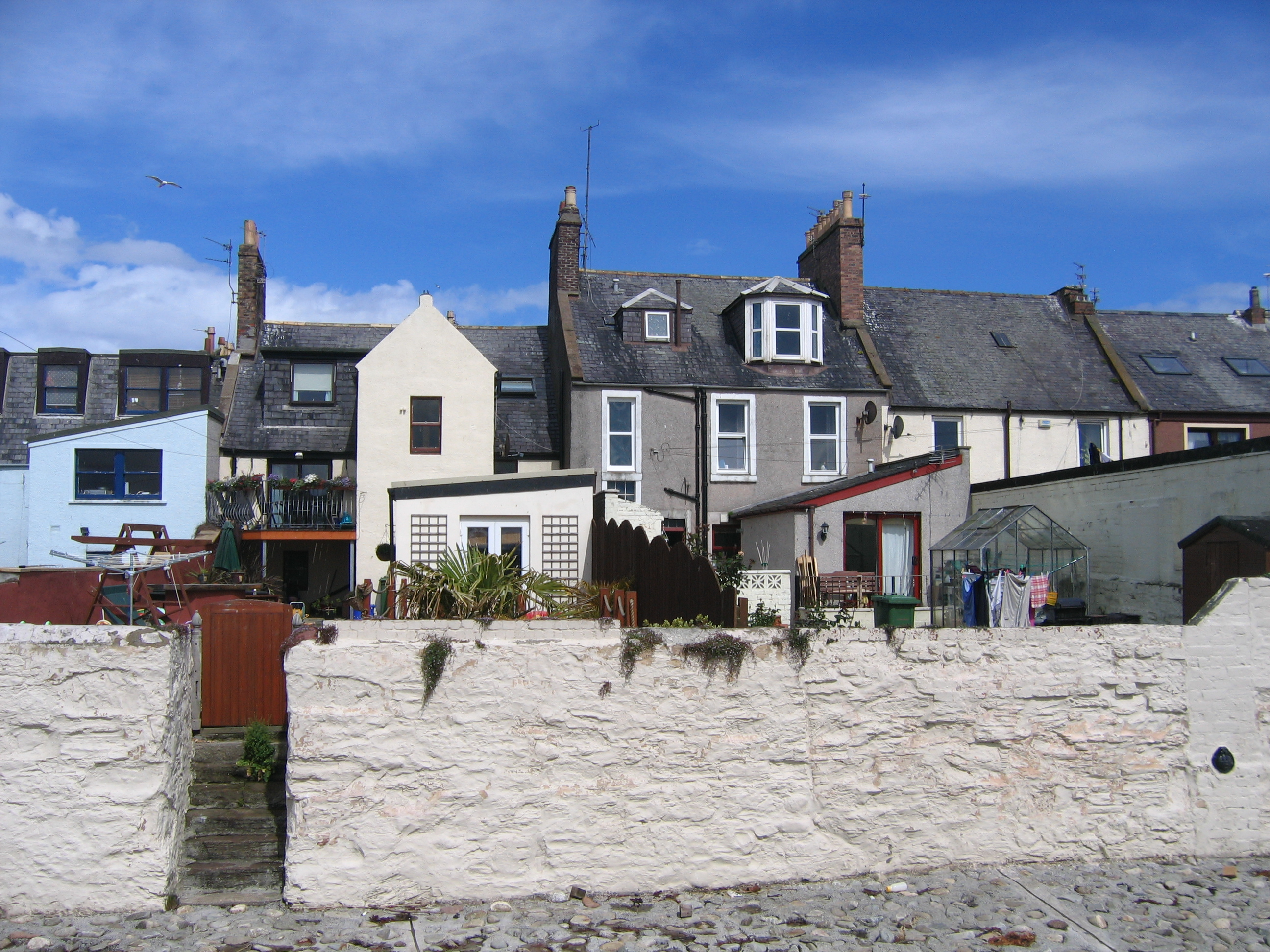
Altri edifici di Arbroath

Arbroath o Aberbrothock (in gaelico scozzese: Obar Bhrothaig, "Foce del rio Brothock"); 7,79 km; 22.000 ab. ca.) è una località balneare e portuale sul Mare del Nord della Scozia centro-orientale, facente parte dell'area amministrativa di Angus (di cui costituisce il centro più popoloso) e situata lungo l'estuario del Brothock Born (da cui: Aberbrothock, abbreviato in Arbroath).
La cittadina ha svolto un importante ruolo nella storia della Scozia, per la cosiddetta "Dichiarazione di Arbroath", in cui nel 1320 alcuni nobili sancirono l'indipendenza dall'Inghilterra.

## Geografia fisica

### Collocazione
Arbroath si trova a tra Carnoustie e Montrose (rispettivamente a nord/nord-est della prima e a sud della seconda), a circa 28 km a nord-est di Dundee.

## Società

### Evoluzione demografica
Al censimento del 2001, Arbroath contava una popolazione pari a 22.785 abitanti.

## Storia

### La Dichiarazione di Arbroath
Il 6 aprile 1320, nell'Abbazia di Arbroath, i rappresentanti scozzesi firmarono l'indipendenza dall'Inghilterra, eleggendo come re Roberto I Bruce. La lettera con la dichiarazione fu firmata da Bernardo, abate di Arbroath ed indirizzata a Papa Giovanni XXII.

### Battaglia di Arbroath
Il 24 gennaio 1455 ebbe luogo la battaglia di Arbroath, combattuta tra il Clan Ogilvy, il Clan Oliphant, il Clan Seton, il Clan Gordon e il Clan Forbes, da una parte, e il Clan Lindsay, dall'altra.

## Edifici e luoghi d'interesse

### Abbazia di Arbroath
L'edificio più celebre di Arbroath è l'abbazia, fondata nel 1178 da re Guglielmo il Leone.
Fu qui che - come detto - fu firmata nel 1320 la Dichiarazione di Arbroath.
|  |

### Porto
Il porto di Arbroath fu realizzato nel 1394, ma fu distrutto nel 1706. Fu poi ricostruito nel 1734 ed ampliato tra il 1842 e il 1877.

### Signal Tower Museum
Ad Arbroath si trova anche il Signal Tower Museum, situato in un edificio del 1813. L'edificio controlla il funzionamento del faro di Bell Rock, che si trova al largo della costa.

## Sport
La squadra di calcio locale è l'Arbroath Football Club.

## Gastronomia
Specialità locale sono gli Arbroath smokies, degli eglefini affumicati. La specialità ha avuto origine nel vicino villaggio di pescatori di Auchmithie.
|  |